# Ordinul „Mamă-eroină” (Transnistria)

Ordinul "Mamă-eroină"

Ordinul "Mamă-eroină" (în rusă Орден "Мать Героиня") este una dintre decorațiile auto-proclamatei Republici Moldovenești Nistrene.

## Statut
1. Ordinul "Mamă-eroină" este acordat mamelor, care au născut și au crescut zece sau mai mulți copii. 
2. Acordarea Ordinul "Mamă-eroină" are loc odată ce ultimul copil a ajuns la vârsta de un an, iar ceilalți nouă copii ai aceleiași mame trăiesc. 
3. Acordarea Ordinului "Mamă-eroină" se efectuează chiar dacă:
- copiii au fost adoptați de către mamă cu respectarea legislației în vigoare;
- copiii au fost uciși sau au fost dați dispăruți fără a se ști cu certitudine în conformitate cu legile Republicii Moldovenești Nistrene, în cursul operațiunilor militare sau în timpul satisfacerii serviciului militar, îndeplinind sarcini cetățenești de salvare de vieți omenești, de protejare a proprietății guvernamentale și a legii, precum și decedați ca rezultat al rănirii, vătămării, mutilării sau bolii, obținute în circumstanțele indicate ca rezultat al bolilor profesionale sau al accidentelor de muncă. 
4. Ordinul "Mamă-eroină" se poartă pe partea stângă a pieptului, iar dacă deținătorul are și alte ordine și medalii ale RMN, decorația este plasată după acestea.

## Descriere
Ordinul "Mamă-eroină" este confecționat din pinchbeck (aliaj similar tombacului, format din 83% cupru și 17% zinc). Baza este rotundă, are diametrul de 30 mm, cant convex și raze care pornesc din centrul medaliei. Medalionul este executat în formă de stea pentagonală de aur, fiind înscris în cercul ordinului. Reversul ordinului este neted, are cant convex și o inscripție în formă de cerc cu textul "Приднестровская Молдавская Республика". În mijlocul reversului este gravat numărul decorației.
Medalia este agățată cu ajutorul unui inel și a unei urechi de o panglică de pinchbeck, având formă dreptunghiulară (în formă de baretă) și lățime de 30 mm, împărțită în trei benzi verticale smălțuite având următoarele culori: roșu, verde și roșu, care simbolizează steagul național al Republicii Moldovenești Nistrene. Peste imaginea statului este plasată în diagonală o ramură de lauri. 
În josul imaginii steagului se află o panglică metalică arcuită ale cărei extremități sunt curbate în partea din spate. Panglica are cant convex și are inscripționate pe ea cuvintele "МАТЬ-ГЕРОИНЯ", plasate tot convex, pe un smalț de culoare albă. Pe reversul panglicii în formă de baretă se află o ac pentru prinderea de haine. 